# Prototypensemantik
Die Prototypensemantik ist eine spezielle Semantik (Bedeutungslehre), die aus der Prototypentheorie abgeleitet wurde.
Demnach werden Begriffe (Wörter) verwendet, um ein Objekt einer bestimmten Bedeutungs-Klasse zuzuordnen. So steht z. B. der Begriff „Vogel“ für eine ganze Klasse sehr verschiedener Vögel. Die Prototypentheorie geht davon aus, dass eine Klasse nicht scharf umrissen ist, und dass es einen besonders typischen Vertreter einer Klasse – einen Prototyp – gibt. Ein Objekt wird als Mitglied in so einer Klasse betrachtet, wenn es dem Prototyp der Klasse ähnlicher ist als dem Prototyp einer anderen Klasse. Als Beispiel: Eine Amsel entspricht eher dem Prototyp eines Vogels, als ein Pinguin. Bzw. dem Pinguin fehlen Merkmale, die man von einem typischen Vogel erwarten würde.
Die Prototypensemantik beschreibt die quantitative Abstufung der Zugehörigkeit von Entitäten (konkreten Objekten) zu Kategorien (Klassen), wobei sich der Grad der Zugehörigkeit aus dem „Abstand“ zum Prototyp ergibt. Prototypen sind also normative Kategorie-Elemente und definieren das Zentrum der Kategorie. Z. B. ein Pinguin hat einen größeren Abstand zum Prototyp eines Vogels, als die Amsel. Die Prototypentheorie postuliert, dass viele Alltagsbegriffe im Gehirn (zusammen mit einigen erlaubten Variationen) als Prototypen gespeichert werden.
Die Prototypensemantik unterscheidet sich von der herkömmlichen Denkweise, dass Bedeutungs-Klassen (Kategorien) scharf umrissen sind und man über die Zugehörigkeit eindeutig entscheiden kann, indem man die dafür erforderlichen Merkmale abprüft (Merkmalssemantik). Ein Beispiel für diese Klassifizierung durch Definition ist z. B. „Wenn es Federn und einen Schnabel hat und fliegen kann, dann ist es ein Vogel.“ In Experimenten zeigte sich jedoch, dass Menschen manche Vogelarten (insbesondere Singvögel) signifikant eher als Vögel einsortieren als randständige Arten wie Huhn, Strauß oder Pinguin. Es gibt also Kategorie-Mitglieder, die als typische Vertreter gelten dürfen, während die Einordnung bei untypischen Vertretern deutlich schwerer fällt.
Je größer aber die Abweichung vom Prototyp ist, desto länger dauert es, z. B. bei Reaktionszeitexperimenten, zu entscheiden, ob ein Objekt zu einer bestimmten Klasse gehört oder nicht. Um einen Pinguin oder einen Strauß der Klasse der Vögel zuzuordnen, benötigt man demnach mehr Zeit, als für die Zuordnung eines Spatzes.
Der Effekt der quantitativen Abstufung tritt selbst bei scheinbar eindeutigen Begriffen wie „Junggeselle“ oder „gerade Zahl“ auf.
Die Prototypentheorie wurde in den 1970er Jahren von Eleanor Rosch und ihren Mitarbeitern entwickelt. Sie vereint Erkenntnisse der Psychologie und der Linguistik.

## Prototypensemantik als kognitive Wissenschaft
Die Prototypensemantik spielt nicht nur im Bereich der lexikalischen Semantik eine wichtige Rolle. Sie war auch der „Ursprung des kognitiven Paradigmenwechsels in der Linguistik“ (Blank, 2001: 44). Durch sie wurde klar, welche Rolle die menschliche Kognition bei der Sprachproduktion einnimmt. „Die Sprechfähigkeit des Menschen ist ein spezifischer Teil der Kognition: Sie ist eine humanspezifische mentale Fähigkeit, die konstitutiv für viele unserer allgemeinen kognitiven Fähigkeiten ist. In diesem Sinne ist Kognition der allgemeinere Begriff und inkludiert Sprache“ (Schwarz, 1992: 36). Ein wesentliches Gebiet der Prototypensemantik ist die Erforschung von Kategorisierungsprozessen, also der mentalen Verarbeitung von Information.
Vor diesem Paradigmenwechsel galt eine strukturalistische Sichtweise, die auf Aristoteles zurückgeht, der behauptete, Kategorien seien diskret und absolut. Der Strukturalismus sieht jede Bedeutung durch ein Set von Merkmalen definiert, von denen jedes einzelne notwendig ist, und die alle zusammen ausreichend sind, um die Bedeutung festzulegen („necessary and sufficient“).
In der strukturalistischen Sichtweise gilt:
- dass alle Mitglieder einer Kategorie den gleichen Stellenwert besitzen: Eine Kategorie ist in sich homogen.
- dass Kategorien scharf begrenzt sind. Es gilt besonders im europäischen Strukturalismus das Prinzip der Distinktivität: Eine Kategorie hört dort auf, wo eine andere beginnt.
In der Prototypensemantik geht man dagegen davon aus, dass die Grenzen der Kategorien unscharf sind. Und dass eine Kategorie inhomogen ist: Es gibt Elemente, die sich mehr oder weniger vom Prototyp der Kategorie unterscheiden. Der Grad der Zugehörigkeit zu einer Kategorie ergibt sich aus dem „Abstand“ zum Prototyp. Das Gehirn führt bei der Kategorisierung einen Ähnlichkeitsvergleich mit dem Prototyp der entsprechenden Kategorie durch.

## Die Anfänge: Basic Colour Terms (Farb-Grundwörter)
In den Sprachen der Welt gibt es auffällige Unterschiede, welche Farben eigene Namen haben und welche nicht, und einige Linguisten begannen, nach der Ursache dafür zu fragen: „Das Italienische kennt beispielsweise zwei verschiedene Blau (azzurro, blu), das Französische zwei Arten von Braun (marron, brun), das in Wales gesprochene Kymrische unterscheidet nicht zwischen ’blau’ und ’grün’“ (Blank, 2001: 46).
Diese Beobachtung kann aus strukturalistischer Sicht als ein Beweis dafür gedeutet werden, dass diese Bezeichnungen im Sinne Ferdinand de Saussures willkürlich gewählt sind (arbiträr). Laut Taylor (vergleiche Taylor, 1995: 7) sind besagte Farbbezeichnungen innerhalb eines Systems – wenn auch unterschiedlich oft gebraucht – gleichwertig. Ein Sprecher einer beliebigen Sprache nimmt beispielsweise durchaus mehrere Rot-Töne wahr, empfindet aber nicht den einen „röter“ als den anderen.
Untersuchungen der Wahrnehmungspsychologie zeigten jedoch, dass alle Menschen weltweit ziemlich genau elf Grundfarben unterscheiden, auch wenn für sie in ihrer Sprache keine eigenen Namen existieren:
- „Es scheint nun so, dass die verschiedenen Sprachen zwar eine unterschiedliche Zahl von Farbkategorien in ihrem Wortschatz haben, dass aber ein universeller Bestand von exakt elf Grundfarb-Kategorien existiert, aus dem die elf oder weniger Bezeichnungen jeder Sprache ausgewählt werden.“ (It appears now that, although different languages encode in their vocabularies different numbers of basic color categories, a total universal inventory of exactly eleven basic color categories exists from which the eleven or fewer basic color terms of any language are always drawn. Berlin/Kay, 1969: 2)

Der eben erwähnte Begriff basic color terms, worauf sich die Forschungsarbeit von Berlin und Kay beschränkt hatte, spielt auch in den Bereich der sog. basic level terms (Grundbezeichnungen, s. u.) hinein. Ihre Ergebnisse kann man wie folgt zusammenfassen (vergleiche Blank, 2001: 45):
1. Es gibt zentrale und randständige Vertreter einer Farbe.
2. Da Sprecher fast aller Sprachen dieselben Farbtöne als zentrale erkennen, auch wenn die Grenzen der sprachlichen Zuordnung anders gesteckt sind, sind diese zentralen Vertreter als universell zu betrachten.
3. Basic color terms sind weder Unterbegriffe (Hyponyme) eines Farbwortes (wie beispielsweise türkis), noch morphologisch kompliziert (beispielsweise hellgrün), noch fachsprachlich (beispielsweise cyan) oder beschränkt auf bestimmte Kollokationen (beispielsweise blond, das nur in Verbindung mit Haaren oder Bier stehen kann).
4. Diese Farb-Grundwörter weisen untereinander eine Hierarchie auf. So unterscheiden Sprachen mit nur zwei Farb-Grundwörtern zwischen schwarz und weiß (beziehungsweise hell und dunkel). Bei Sprachen mit drei Farben tritt stets rot als nächste hinzu, danach kommen gelb oder grün etc.

Diese Beobachtungen wurden zwar von Strukturalisten in den frühen 1970er Jahren angegriffen, Eleanor Rosch schaffte es aber, die Untersuchungen von Berlin und Kay zu bestätigen und gleichzeitig zu erweitern. Dabei führte sie verschiedene Experimente mit einer Gruppe englischsprachiger Menschen und einer Gruppe der Dani durch, einem Volk in Papua-Neuguinea, dessen Sprache nur zwei Farbbezeichnungen kennt, „nämlich mola ‚weiß u. alle warmen Farben (rot, orange, gelb, rosa, lila)‘ und mili ‚schwarz u. alle kalten Farben (blau, grün)‘.“ (Blank, 2001: 46) Dabei wurde vor allem getestet, in welchem Maße typische Vertreter einer Farbe, sog. focal colors von den verschiedenen Gruppen übereinstimmend als solche kategorisiert wurden. Es stellte sich heraus, dass die Kongruenz der beiden Gruppen, obwohl ihre Sprachen kaum unterschiedlicher sein könnten, erstaunlich hoch war. Ferner wurden die für die Dani nicht genauer kategorisierten Farben mit „neuen“ Namen belegt, die von ihnen gelernt werden sollten. Das Resultat ergab, dass zentrale Vertreter einer Farbe schneller gelernt wurden als randständige. (vergleiche Taylor, 1995: 11f) Somit war bewiesen, dass Farb-Grundbegriffe weniger willkürlich sind, als von Strukturalisten angenommen: „colour terminology turns out to be much less arbitrary than the structuralists maintain. Colour […] is instead ‚a prime example of the influence of underlying perceptual-cognitive […] categories.‘ (Heider 1971: 447)“ (Taylor, 1995: 15)

## Prototypensemantik

### Die Standardversion
In der so genannten „Standardversion“ der Prototypensemantik sind die grundlegenden Begriffe der Prototypikalität, Familienähnlichkeit, Prägnanz, cue validity (Zuordnungsgültigkeit, Prototypikalitätsgrad), Heckenausdruck und basic level terms von Bedeutung:

#### Prototypikalität
Exemplarisch für den Nachweis eines Prototyps unter verschiedenen Vertretern einer Kategorie war Labovs mittlerweile berühmtes Tassen-Experiment (vergleiche Taylor, 1995: 40).
Dabei legte er seinen Probanden verschiedene Zeichnungen von Gefäßen vor und bat sie darum, diese zu benennen. Es stellte sich heraus, dass die Kategorien Tasse und Schüssel teilweise ineinander übergingen und vor allem vom Verhältnis Weite-Tiefe des Gefäßes abhingen, ob ein Henkel vorhanden war oder auch, mit welchem Inhalt das Gefäß gefüllt war. Somit gab es „zentrale Vertreter, die auch die üblicherweise assoziierten (enzyklopädischen) Merkmale wie [mit Henkel], [für Kaffee] etc. aufwiesen, aber auch solche, deren einzige Übereinstimmung mit diesen ’Prototypen’ die Eigenschaft des Gefäßhaften war.“ (Blank, 2001: 46) Daraus ging nun „der Begriff des Prototyps als bestes Exemplar beziehungsweise Beispiel, bester Vertreter oder zentrales Element einer Kategorie“ (Kleiber, 1993: 31) hervor. Es handelt sich hier also um eine Art von Prototypikalität, bei der ein bestimmter Referent das Zentrum einer Kategorie bildet.
Darüber hinaus gibt es allerdings auch noch einen zweiten Typen von Prototypikalität. Als Beispiel soll hierfür die Kategorie Vogel dienen. Die Vertreter, die dieser Kategorie angehören sind allesamt Vögel im biologischen Sinne. Keiner davon ist „mehr oder weniger“ ein Vogel. „Im Unterschied zu Labovs Tassen bilden die einzelnen Vogelarten selbst Unterkategorien: Wir haben eine eigenständige Konzeption von Spatzen, Eulen oder Straußen“ (Blank, 2001: 46f). So wurden bei verschiedenen Zuordnungsversuchen die zentralen Vertreter der Kategorie Vogel (wie beispielsweise Spatz oder Amsel) signifikant schneller als solche erkannt als randständige Vertreter (wie beispielsweise Pinguin oder Strauß). Daraus ließ sich folgender Schluss von Eleanor Rosch ziehen:
- Die innere Struktur vieler natürlicher Kategorien besteht aus dem Prototyp der Kategorie (den eindeutigsten Vertretern, den besten Beispielen) und den nicht-prototypischen Exemplaren, welche in einer Rangfolge angeordnet sind, die sich von den besten zu den weniger guten Beispielen erstreckt. (Rosch, 1975: 544)

Daraus ergibt sich eine nicht zu unterschätzende Konsequenz, die als Unschärfe beziehungsweise fuzziness von Kategorien bezeichnet wird. „Die Grenzen einer Kategorie sind häufig nicht scharf umrissen […]; in solchen Fällen kann die Frage nach der Zuordnung zu einer Kategorie […] nur mit einem bedingten Ja oder Nein beantwortet werden.“ (Kortmann, 1999:175) Diese Behauptung soll hier kurz an einem Beispiel Lakoffs (vergleiche Kleiber, 1993: 35) verdeutlicht werden. So werden die folgenden Aussagen graduell und nicht absolut als wahr oder falsch eingestuft.
- (a) Ein Spatz ist ein Vogel. (wahr)
- (b) Ein Küken ist ein Vogel. (weniger wahr als a)
- (c) Ein Pinguin ist ein Vogel. (weniger wahr als b)
- (d) Eine Fledermaus ist ein Vogel. (falsch oder fern davon, wahr zu sein)
- (e) Eine Kuh ist ein Vogel. (absolut falsch)

Diese Unschärfe entsteht dadurch, dass ein relativ augenfälliges Merkmal wie beispielsweise [kann fliegen] auch auf die Fledermaus zutrifft, was sie wieder in die Nähe von Vogel rückt. Andererseits verzichtet der Pinguin, der ja im Gegensatz zur Fledermaus biologisch gesehen ein Vogel ist, auf dieses wichtige Merkmal und ist somit weit davon entfernt, ein „typischer Vogel“ zu sein. Dies wurde auch experimentell bewiesen. Bei Versuchen, die dem o. g. Labov’schen ähnelten, sollten die Probanden Begriffe wie eben Spatz, Küken usw. in Kategorien einteilen. Dabei stellte sich heraus, dass periphere Vertreter signifikant langsamer eingeordnet wurden als zentrale, was die gerade erwähnte Unschärfe der Kategorien unterstreicht.

#### Familienähnlichkeit, Prägnanz und cue validity
Das gerade erwähnte Problem der fuzziness lässt sich mit Hilfe des sog. Konzepts der Familienähnlichkeit, das von Ludwig Wittgenstein geprägt wurde, lösen. Es gibt innerhalb einer Kategorie Vertreter, die keines oder nur wenige Merkmale gemein haben, woraus die besagte Unschärfe resultiert. Wittgenstein stellte nun anhand der Kategorie Spiel sein Konzept wie folgt auf:
- Betrachte beispielsweise einmal die Vorgänge, die wir ’Spiele’ nennen. Ich meine Brettspiele, Kartenspiele, Ballspiele, Kampfspiele usw. Was ist allen diesen gemeinsam? […] wenn du sie anschaust, wirst du zwar nicht etwas sehen, was allen gemeinsam wäre, aber du wirst Ähnlichkeiten, Verwandtschaften sehen, und zwar eine ganze Reihe. […] Und das Ergebnis dieser Betrachtung lautet nun: Wir sehen ein kompliziertes Netz von Ähnlichkeiten, die einander übergreifen und kreuzen. […] Ich kann diese Ähnlichkeiten nicht besser charakterisieren als durch das Wort ’Familienähnlichkeiten’; denn so übergreifen und kreuzen sich die verschiedenen Ähnlichkeiten, die zwischen den Gliedern einer Familie bestehen: Wuchs, Gesichtszüge, Augenfarbe, Gang, Temperament etc. etc. (Wittgenstein, 1997: 66f.)

Auf das Beispiel Vogel lässt sich diese Theorie folgendermaßen anwenden. Es gibt wichtige Merkmale, um einen Referenten als Vogel zu kategorisieren, wie beispielsweise [kann fliegen] oder [hat Federn]. Diese müssen aber nicht allen gemein sein, wie man am Vergleich Spatz – Pinguin sehen kann, da „das Gesamtgebilde die für das Modell der Familienähnlichkeit charakteristischen Überschneidungen und Überlappungen aufweist.“ (Kleiber, 1993: 37) Aus dieser Konzeption Wittgensteins ergeben sich noch andere Konsequenzen, die zur Erweiterung der Standardversion der Prototypensemantik führen.
Aus der eben beschriebenen Theorie geht hervor, dass zwischen zentralen Vertretern einer Kategorie ein hoher Grad an Familienähnlichkeit besteht, da sie viele zentrale oder prägnante Merkmale gemeinsam haben. Wie Blank (Blank, 2001: 47f.) auch feststellt, geben diese weniger darüber Auskunft, ob ein Referent dieser oder jener Kategorie angehört, sondern vielmehr wie groß die Nähe zum Prototyp ist. Außerdem tragen Intensität, Frequenz, Vertrautheit, gute Gestalt und Informationsgehalt zur Prägnanz eines Merkmals bei. Dabei ist der Prototyp nicht in erster Linie abhängig von einer bestimmten Einzelsprache, sondern von der Prägung durch die Außenwelt, also das spezielle enzyklopädische Wissen. Daher können Prototypen regional verschieden sein. Während in Mitteleuropa eher der Spatz den prototypischen Vogel darstellt, ist dies in Südamerika möglicherweise der Tukan.
In diesem Zusammenhang ist es wichtig, noch kurz auf den Begriff cue validity einzugehen. Sie zeigt an, wie häufig ein bestimmtes Merkmal einer Kategorie zugeordnet wird, also den Grad der Familienähnlichkeit. Merkmale mit hoher cue validity sind also ausschlaggebend für die Kategorisierung eines Referenten. „Für die Kategorie Vogel wäre dies beispielsweise das Merkmal [flugfähig], und daher tun wir uns auch schwerer, flugunfähige Vögel, wie den Pinguin, als Vogel zu erkennen.“ (Blank, 2001: 47) Derartige Wahrscheinlichkeiten werden mit Hilfe von Versuchen ermittelt, bei denen die Probanden bestimmten Kategorien Merkmale zuweisen müssen. Eine hohe Anzahl von Nennungen ergibt in der Folge eine hohe cue validity.

#### Heckenausdrücke
Ein weiteres Phänomen im Bereich der Prototypensemantik stellen Heckenausdrücke oder sog. hedges dar. Die Grenzen von Kategorien sind nicht immer scharf umrissen und klar erkennbar. Taylor (vergleiche Taylor, 1995: 68-74) führt zu diesem Punkt die Begriffe expert categories und folk categories ein. Dabei sind letztere diejenigen Kategorien, die im täglichen Leben benutzt werden und meist unscharfe Grenzen haben. Expertenkategorien sind dagegen scharf voneinander abgegrenzt. Taylor nennt die Kategorie ungerade Zahlen als Beispiel. Für Mathematiker (also Experten) sind alle ungeraden Zahlen gleich und die Kategorie daher nicht prototypisch strukturiert. Einem Nicht-Mathematiker (also Nicht-Experten) erscheint allerdings die Zahl 3 als ein prototypischerer Vertreter der Kategorie ungerade Zahlen als die Zahl 447. Die Kategorie ist hier also eindeutig prototypisch strukturiert, da wir im täglichen Leben oft mit kleineren Zahlen umgehen müssen und daher diese zentralen Vertreter der Kategorie ungerade Zahlen entstehen.
Um nun vorhandenes beziehungsweise fehlendes Expertenwissen zu relativieren, benutzen wir Formulierungen wie beispielsweise streng genommen, im weitesten Sinne, eigentlich, schon irgendwie. „Ein (proto)typischer Konfliktreferent ist beispielsweise der Wal: Er kann schwimmen und lebt ausschließlich im Meer; in einer volkstümlichen Kategorisierung ginge er also als Wal‚fisch‘ durch; für Experten ist er hingegen ein Meeressäuger.“ (Blank, 2001: 48) Aufgrund eines unterschiedlich hohen Grades an Expertenwissen können nach Blank nun folgende Aussagen entstehen:
- (a) Streng genommen ist der Wal ein Säugetier, auch wenn er im Meer lebt.
- (b) Im weitesten Sinne ist der Wal ein Fisch, weil er im Meer lebt.

In diesem Beispiel werden Hecken dazu benutzt, um einerseits eine Kategorie schärfer abzugrenzen (a) und andererseits um einer falschen Aussage noch einen gewissen Wahrheitsgehalt zukommen zu lassen (b). Durch Heckenausdrücke kann man allerdings auch zum Ausdruck bringen, ob der Referent ein zentraler oder peripherer Vertreter einer Kategorie ist (Taylor, 1995: 77). Die Weiterführung des obigen Beispiels:
- (a) Streng genommen ist der Wal ein Säugetier.
- (b) Der Affe ist ein typisches Säugetier.

So weist die in (a) benutzte Hecke auf einen randständigen Vertreter einer Kategorie hin, während die in (b) benutzte Hecke auf einen zentralen Vertreter hinweist. Eine letzte Funktion von hedges, die an dieser Stelle besprochen werden soll, ist die Möglichkeit, durch sie die Grenzen von Kategorien flexibler zu gestalten. Auch hierfür soll uns der „Walfisch“ wieder als Beispiel dienen.
- (a) Der Wal ist ein Fisch.
- (b) Im weitesten Sinne ist der Wal ein Fisch.

Während (a) falsch ist, so ist (b) durch die hier benutzte Hecke zumindest nicht mehr offensichtlich falsch, sondern in gewisser Weise wahr. Die Kategorie Fisch wurde also durch den Heckenausdruck im weitesten Sinne erweitert.
Taylor fasst die hier vorgestellten Funktionen von Hecken folgendermaßen zusammen: „Hedges require us to distinguish between central and peripheral members of a category […], as well as between different degrees of non-membership in a category […]. They show that category boundaries are flexible […].“ (Taylor, 1995: 80)

#### Basic level terms (Basiskonzepte, Basiskategorien)
Rosch und Mitarbeiter trugen 1976 psychologische Belege für die Annahme einer Ebene von Basisbegriffen vor. Neben den horizontalen, kohyponymischen Ebene der Prototypensemantik sind auch die vertikalen, hyponymischen Ebene, also die Aufteilung in übergeordnete und untergeordnete Kategorien, ein weiterer Aspekt in Roschs Theorie.
Sie schlägt für die Unterteilung der vertikalen Achse drei Ebenen vor (Rosch, 1975):
- übergeordnete Ebene (superordinate level, beispielsweise Tier)
- Basisebene (basic level, beispielsweise Vogel)
- untergeordnete Ebene (subordinate level, beispielsweise Adler)

Die auf Basisebene gebrauchten Wörter weisen nun, ähnlich zu den in Kap. 2 beschriebenen Farbbezeichnungen, verschiedene linguistische Merkmale auf (vergleiche Taylor, 1995: 49f): Sie sind in der Regel kurz und meist monomorphemisch (beispielsweise Tisch), wohingegen es sich auf untergeordneter Ebene oft um Komposita (beispielsweise Küchentisch) handelt. Die beiden eben genannten Phänomene beziehen sich auf Basis- und untergeordnete Ebene. Bei der übergeordneten Ebene lassen sich mehrere Erscheinungen feststellen, die allerdings sprachenabhängig sind. Ein Beispiel eines Merkmals übergeordneter Kategorien des Deutschen: Während die übergeordneten Kategorien Obst und Gemüse vom grammatischen Geschlecht her neutral sind, wird auf Basis- und untergeordneter Ebene eine genusbezogene Spezifizierung vorgenommen (beispielsweise der Apfel, die Karotte).
Darüber hinaus ist für basic level terms eine weitere Eigenschaft charakteristisch:
„Diese Kategorien sind psychologisch grundlegend in dem Sinn, dass sie die höchste Informationsdichte bei der kognitiven Verarbeitung aufweisen, wie sie sich beispielsweise in der Schnelligkeit der Erkennung und Kategorisierung ('Schau mal, ein(e) …!’), der Visualisierbarkeit oder auch der Frühzeitigkeit im Spracherwerb äußert.“ (Kortmann, 1999: 176)
Aus dieser Aussage lässt sich in der Folge nun der Schluss ziehen, dass die Basiskategorien auch kommunikativ eine ziemlich wichtige Rolle spielen, was sich in der Praxis auch bewahrheitet. „Schau mal, ein Tier!“ ist in vielen Situationen zu ungenau und wird auch selten benutzt. „Schau mal, ein Vogel!“ hingegen ist informativ genug. Man kann also „mit Basiskonzepten zwar relativ genau auf die Welt referieren, aber doch noch so allgemein, dass möglichst viele Referenten erfasst werden.“ (Blank, 2001: 50)
Kleiber (vergleiche Kleiber, 1993: 60) stellt am Beispiel der Kategorie Stuhl ein weiteres Merkmal von Basiskategorien vor. Oft ist es der Fall, dass wir bei Basiskategorien im Gegensatz zu übergeordneten Kategorien ein klares motorisches Programm haben, wie wir damit umgehen. Wir wissen genau, wie wir zu handeln haben, wenn wir einen Stuhl benützen wollen (wir müssen uns darauf setzen). Betrachtet man nun die übergeordnete Kategorie Möbel, so stellt man fest, dass sich kein klares motorisches Konzept zur Benutzung eines Möbels ergibt, da diese Bezeichnung zu allgemein ist. Man kann lediglich vermuten, ob man sich vielleicht darauf setzt, etwas darin verstaut etc. Dabei werden diese Vorstellungen jedoch von den Basiskategorien Stuhl, Schrank etc. gesteuert, da man sich immer ein derartiges Möbelstück vorstellt.
Aus den vorangegangenen Überlegungen ergibt sich eindeutig der folgende Schluss: Basic level terms „sind die ersten und die natürlichsten Formen der Kategorisierung“ (Lakoff, 1987: 49).

#### Kategorien und Kategorisierung
Kategorien/ der Begriff der Kategorisierung können als zwei der wichtigsten Elemente der Kognitionswissenschaft definiert werden (vgl. Löbner 2015: 319). Während Betrachter Objekte sehen, finden im Gehirn geistige Prozesse statt, mit deren Hilfe das Gesehene daraufhin kategorisiert und eingeordnet werden kann. Statt von dem Ausdruck der Kategorien zu sprechen, kann auch der Terminus Art verwendet werden (vgl. Löbner 2015: 320).
Neben den Kategorien, die als Mengen bezeichnet werden können, existieren zusätzlich noch die sogenannten Subkategorien, die somit die Teilmengen bilden (vgl. Löbner 2015: 320). Wenn Betrachter beispielsweise ihre Freundin namens Petra sehen, kategorisieren sie diese direkt als Person, als Frau, als Mutter und eventuell auch aufgrund ihres Berufs als Lehrerin. In diesem Fall kann der Begriff „Person“ als Kategorie aufgefasst werden, während „Frau“, „Mutter“ und „Lehrerin“ die Person näher und spezieller beschreiben und somit Subkategorien der Kategorie „Person“ bilden.
Der Begriff Konzept repräsentiert eine Kategorie. Wenn wir mit etwas konfrontiert werden, nehmen all unsere Sinne bestimmte Merkmale, wie zum Beispiel die Form, die Größe, die Farbe oder den Geruch war, woraufhin unser Gehirn eine vorläufige Beschreibung des Gesehenen produziert. Schließlich wird diese Assoziation mit dem Ursprungskonzept abgeglichen und bei einer Übereinstimmung konkret kategorisiert (vgl. Löbner 2015: 321).

##### Probleme der Kategorisierung
Einerseits können Konzepte wie Gefühle, Gerüche oder Geschmäcker kaum hinreichend in Worte umgesetzt werden, da sie viel weitreichender sind, als dass Worte sie umfassend beschreiben können. Somit übertrifft der „visuelle Eindruck“ (Löbner, 2015: 321) alles, was Sprache versucht auszudrücken (vgl. Löbner, Sebastian 2015: 321). Andererseits ist es nicht möglich, die Kategorisierung komplett objektiv zu betrachten, da auch eigene Erfahrungen mit in diesen Prozess einfließen. Wenn Personen nun beispielsweise den Begriff „Auto“ hören, haben sie direkt verschiedene Modelle oder auch verschiedene Farben vor Augen, die sie im Laufe ihres Lebens kennengelernt haben (vgl. Löbner 2015: 321).
Zuletzt ist das Problem der Randunschärfen oder der Vagheit zu betrachten, denn wenn die Betrachter sich immer weiter von dem ursprünglichen Prototyp distanzieren, wird die Zuordnung zu einer bestimmten Kategorie immer undefinierbarer (vgl. Busch/Stenschke 2007: 208). Zudem sollte auch eine Kontextabhängigkeit nicht außer Acht gelassen werden, da es durchaus sein kann, dass Objekte bei der Bestimmung ihrer Kategorie je nach Kontext unterschiedlich typisch erscheinen (vgl. Busch/Stenschke 2007: 208 f.).

#### Graduell gestufte Bedeutungskategorien / Graduelle Zugehörigkeit
Bei der Kategorisierung von Elementen ist zu beachten, dass es sich nicht um eine „Ja-oder-Nein-Angelegenheit“ (Löbner, 2015: 327) handelt, dass sie also nicht binär ist, sondern dass sie graduell, also stufenweise verläuft. Ein Kreis, der in verschiedene Zonen eingeteilt ist, repräsentiert die jeweilige Kategorie. Bei der Einstufung befinden sich Elemente, die besonders viele typische Merkmale für die Kategorie besitzen und somit sehr typische Vertreter sind, im Zentrum dieses Kreises. Folglich kann man konstatieren, dass je weiter sich eine Komponente von dem Mittelpunkt des Kreises entfernt, desto weniger typisch ist sie für die dargestellte Kategorie. Dementsprechend befinden sich die untypischsten Vertreter am äußersten Rand und Elemente, die keine für die jeweilige Kategorie typischen Eigenschaften besitzen, sind weder im Kreis noch am Rand zu verorten, da sie sich gänzlich außerhalb befinden und somit keine Mitglieder der repräsentierten Kategorie sind (vgl. Müller, 2002: 203).

### Die erweiterte Version
Die erweiterte Version der Prototypensemantik ist unter anderem aus Wittgensteins Überlegungen zum Thema Familienähnlichkeiten hervorgegangen. Am Beispiel der Kategorie Spiel stellt er dar, dass Vertreter einer Kategorie oft über keine gemeinsamen Eigenschaften verfügen, sondern nur über ein Netz von sich überlappenden Eigenschaften (also Familienähnlichkeiten) miteinander verbunden sind, (vergleiche Blank, 2001: 50) so dass sich beispielsweise folgende Kette ergibt:
- AB BC CD DE. (vergleiche Kleiber, 1993: 120)

Dabei haben beispielsweise das erste und das letzte Glied überhaupt keine Gemeinsamkeit mehr, gehören aber derselben Kategorie an. „Auf dieser Basis wird die Konzeption des Prototypen als des besten Vertreters einer extensionalen Kategorie aufgegeben […].“ (Blank, 2001: 50) Als Konsequenz aus diesen Überlegungen blieben folgende zwei Thesen übrig (vergleiche Kleiber, 1993: 113):
- Es gibt nur noch prototypische Effekte: Der Prototyp als Vertreter der kategoriellen Begriffe und als strukturelle Basis der Kategorie existiert nicht mehr.
- Die Relation, die die verschiedenen Vertreter derselben Kategorie verbindet, ist bei den Kategorien jedweder Art die der Familienähnlichkeit.

Somit musste ein anderes Konzept geschaffen werden, das diesen Thesen Rechnung trug. Man kam dabei nicht umhin, auch übertragene Bedeutungen eines Wortes in die Konzeption von Kategorien mit einzubeziehen. „Ausgangspunkt dieser Konzeption von Kategorie ist aber unversehens nicht mehr eine mehr oder weniger klar abgrenzbare Gruppe von Referentenklassen oder von Weltwissensaspekten, sondern das entsprechende Wort in einer Einzelsprache!“ (Blank, 2001: 50-51) So muss man bei Vogel beispielsweise auch noch übertragene Bedeutungen des Wortes, wie Flugzeug oder seltsamer Mensch betrachten.
Die obigen Ausführungen entsprechen den sog. idealized cognitive models (ICM) von George Lakoff. Dabei werden verschiedene prototypische Effekte miteinander verbunden, um so das gesamte Konzept Vogel abzudecken. An diesem Beispiel lässt sich auch gut erkennen, dass man sich dabei auf Einzelsprachen beschränken muss. Im Englischen zum Beispiel ist bird eine umgangssprachliche Bezeichnung für eine junge Frau. Das italienische uccello ist über seine eigentliche Bedeutung hinaus eine vulgäre Bezeichnung für den Penis. Die entsprechenden ICMs würden also wiederum ganz anders aussehen.
Mit Hilfe dieses neuen Modells ließ sich nun endlich das Problem der Polysemie lösen. „Die Anwendung des Begriffs der Familienähnlichkeit auf die Prototypentheorie macht den Weg frei für eine Theorie der multireferenziellen Kategorisierung beziehungsweise der Polysemie.“ (Kleiber, 1993: 120) Durch den Wegfall des Prototyps und seine Reduzierung auf prototypische Effekte erscheint Flugzeug nicht als extrem peripherer Vertreter von Vogel, sondern nimmt eine eigene Stellung ein.
- Die erweiterte Version stellt in diesem Fall keine Theorie der Kategoriestruktur mehr dar, sondern eine Theorie der semantischen Struktur polysemer Lexeme. Sie zeigt nicht, wie eine Kategorie (oder ein Begriff) strukturiert sein kann, sondern wie ein Wort auf verschiedene Kategorien verweisen kann, ohne dass man die Existenz einer gemeinsamen Kategorie postulieren muss, die diese verschiedenen Kategorien umfasst. (Kleiber, 1993: 130)

Dieses Konzept der erweiterten Version trägt auch den zuvor erwähnten Heckenausdrücken Rechnung. Formulierungen wie im weitesten Sinne können also auch auf die Existenz übertragener Bedeutungen hinweisen. So sind Flugzeug oder Fledermaus zwar keine Vögel im biologischen, aber eben im übertragenen Sinn und müssen somit in das Konzept miteinbezogen werden.

## Experimente: Eleanor Rosch und William Labov

### Experiment I
Eleanor Rosch führte ihr erstes Experiment 1975 durch. Ihre Probanden bewerteten Vertreter gewisser Kategorien auf einer Skala von eins bis sieben, wobei eins einem sehr typischen Element entsprach und sieben einem sehr untypischen. Bei der Einstufung der Vertreter der Kategorie Vögel bewerteten die Probanden das Rotkehlchen durchschnittlich mit einer 1,1, wohingegen das Huhn im Durchschnitt mit einer 3,8 eingestuft wurde. Diese Ergebnisse zeigen, dass man das Rotkehlchen als Prototyp der Kategorie Vögel definieren kann, das Huhn hingegen scheint ein weniger typischer Vertreter zu sein (vgl. Busch/Stenschke 2007: 206). Als untypischste Elemente können hier Enten und Pfauen genannt werden (vgl. Löbner 2015: 324). Zudem ließ die Psychologin ihre Probanden noch weitere Kategorien und ihre Vertreter einstufen, wie beispielsweise Sportarten oder Verbrechen (vgl. Busch/Stenschke 2007: 206).

### Experiment II
Ein weiteres Experiment beruht auf der Kategorisierung von Abbildungen anstatt von Wörtern, weshalb es den Teilnehmern des Versuchs leichter fiel, typische Elemente direkt ihrer Kategorie zuzuordnen, wohingegen die Einstufung untypischerer Objekte Probleme bereitete. Dieses Mal zog Rosch Obst als Beispiel heran. Es konnte festgestellt werden, dass Äpfel leichter zu kategorisieren waren als andere Obstsorten, was zeigt, dass der Apfel die Kategorie als Prototyp repräsentiert (vgl. Busch/Stenschke 2007: 206).

### Experiment III
In dem dritten Versuch der Psychologin legte sie den Probanden einen Satz vor, in dem zuerst der Name der Kategorie genannt wurde und daraufhin durch sowohl einen typischen als auch durch einen untypischen Vertreter ersetzt wurde. Beispielhaft zu nennen ist der Satz „Ich hörte einen Vogel zwitschern“ (Busch/Stenschke 2007: 207), in dem das Wort Vogel nun zuerst durch den Prototyp Rotkehlchen ersetzt wird und dann durch ein weniger typisches Element wie das Huhn. Folglich konnte festgehalten werden, dass den Teilnehmern diejenigen Sätze sinnvoller erschienen, in denen der Kategoriename durch ein typisches Mitglied ausgetauscht wurde und im Gegensatz dazu schienen die Sätze mit eher untypischen Vertretern weniger Sinn zu ergeben (vgl. Busch/Stenschke 2007: 207). Zusammenfassend fand Eleanor Rosch mit diesem, aber auch anderen Experimenten, heraus, dass man das Prinzip, nach dem wir Menschen die Bedeutungen von Wörtern in unserem Gedächtnis anordnen, als „Prinzip der Prototypikalität“ (Busch/Stenschke 2007: 207) bezeichnen kann (vgl. Busch, Albert/Stenschke, Oliver 2007: 207).

### Das Tassenexperiment nach William Labov
In den 1970er-Jahren führe Labov sein berühmtes Tassenexperiment durch, bei dem er seinen Probanden 19 Abbildungen von Objekten vorlegte, die diese benennen sollten (vgl. Müller 2009: 204 f.). Er fand heraus, dass die Teilnehmer des Experiments den ersten und den fünften Behälter als prototypische Vertreter der Kategorie Tassen definierten und Gefäße wie das sechste, das siebte, das zehnte oder auch das elfte wurden eher als Becher bezeichnet (vgl. Busch/Stenschke 2007: 208). Typische Merkmale für eine Tasse sind somit ein Henkel und die nahezu identische Höhe und Breite (vgl. Löbner 2015: 325). Des Weiteren konnte der Linguist konstatieren, dass die Kategorisierung der Elemente immer komplizierter wurde, je mehr sich das jeweilige Objekt von den Prototypen unterschied, da die Grenzen immer unklarer wurden, was erneut ein Beleg für die Randunschärfen / die Vagheit darstellt (vgl. Müller 2009: 204). Darüber hinaus sollte beachtet werden, dass die Kategorisierung von Elementen sehr kontextsensibel ist. Man schaffe beispielsweise einen Essenskontext: Sobald ein Gefäß mit etwas Essbarem gefüllt war, wurde dieser Behälter anders benannt, zum Beispiel statt Tasse, dann als Schüssel (vgl. Busch/Stenschke 2007: 208 f.). Problematisch wird die genaue Kategorisierung, wenn Eigenschaften anders angeordnet werden: Stellt man sich eine Tasse ohne ihr typisches Merkmal, den Henkel, vor, so fällt den Probanden die direkte Zuordnung zu der Kategorie Tasse schwerer, als wenn dieses Kennzeichen vorhanden ist. Zusammenfassend lässt sich somit festhalten, dass sowohl die Eigenschaften eines Objekts als auch der jeweils gewählte Kontext eine entscheidende Rolle bei der „Bezeichnungswahl“ (Busch/Stenschke 2007: 209) spielen (vgl. Busch/Stenschke 2007: 209).

## Kritik an der Prototypensemantik
Die Standardversion der Prototypensemantik bezieht sich ausdrücklich nicht auf einzelsprachliche Phänomene, sondern untersucht mentale Konzepte sprachenübergreifend. Dabei werden unterschiedliche Kategorisierungen in bestimmten Sprachen übergangen, obwohl sich die kulturellen Hintergründe der Sprachen kaum unterscheiden. Wie Blank (vergleiche Blank, 2001: 52f.) beschreibt, unterscheiden das Spanische und das Portugiesische durch die zwei Lexeme ave (sp./pt.) und pájaro (sp.) beziehungsweise pássaro (pt.) zwischen einem großen beziehungsweise einem kleinen Vogel, obwohl andere romanische Sprachen nicht diese Unterscheidung machen. Es scheint auch eher unwahrscheinlich, dass sich die Natur auf der iberischen Halbinsel von der in Mitteleuropa derartig drastisch unterscheidet, dass man diese Erscheinung darauf zurückführen könnte. Daran lässt sich gut erkennen, dass die Nichtbeachtung der einzelsprachlichen Ebene, wie es in der Standardversion der Fall ist, nicht wirklich vertretbar ist.
Eine weitere Schwierigkeit stellt sich bei der Untersuchung der basic level terms heraus.
- Die im Rahmen der Standardversion erarbeitete Lösung lässt sich nicht mehr (oder nur schwer) auf die Prototypen der übergeordneten Kategorien anwenden. Diese können nämlich nicht mehr als Exemplare mit den besten Eigenschaften (den typischen Eigenschaften) der Kategorie aufgefasst werden, wie das bei den Prototypen der Basiskategorien der Fall ist, denn in ihnen konzentrieren sich nicht die hervorstechenden Eigenschaften der Kategorie. Ihr Status als beste Exemplare beruht darauf, dass sie in der (direkten oder indirekten) Erfahrung der Sprecher häufig vorkommen. (Kleiber, 1993: 98)

Betrachtet man beispielsweise die Kategorie Obst, so fällt auf, dass Heidelbeere oder Mirabelle keineswegs als prototypische Vertreter eingestuft werden, obwohl sie viele Merkmale mit einer hohen cue validity in sich vereinigen, was ja eigentlich dazu führen müsste, dass sie nicht als randständige Vertreter dieser Kategorie bezeichnet werden. Diese Einstufung beruht hier vielmehr auf dem Grad der Vertrautheit mit diesen Früchten, welcher bei Apfel oder Birne wesentlich höher ist. (vergleiche Kleiber, 1993: 98f) Somit wird klar, dass man sich bezüglich der Prototypikalität nicht immer auf cue validity und Prägnanz verlassen kann, sondern auch einmal das eine oder andere außer Acht gelassen werden kann, was nicht unbedingt zu Klarheit und Einfachheit auf diesem Gebiet führt.
Obwohl in der erweiterten Version der Prototypensemantik einige Schwächen der Standardversion (beispielsweise die Nichtbeachtung der einzelsprachlichen Ebene) beseitigt wurden, bleibt sie auch nicht von Kritik verschont. Laut Blank liegt in ihr eine Missinterpretation Wittgensteins vor:
- Es ist in der Tat naiv zu glauben, dass allen Spielen etwas gemeinsam sein muss, weil sie alle Spiel genannt werden. Lakoff schließt daraus aber nun gerade, alle Spiele müssten derselben kognitiven Kategorie angehören, weil sie ja alle Spiel heißen! Dass dies zu kurz gedacht ist, zeigt bereits unser Beispiel VOGEL: Der Pinguin ist freilich ein untypischer Vogel, aber er ist einer; FLEDERMAUS, FLUGZEUG und KOMISCHER MENSCH sind eigenständige Konzepte […]. Sie sind ganz einfach keine Vögel […]. (Blank, 2001: 53)

Blank übt in der Folge weiterhin Kritik, indem er darauf verweist, dass mit Wittgensteins Konzept nur die Relation der Mitglieder einer Kategorie untereinander beschrieben werden kann, keineswegs aber kategorienübergreifende Verhältnisse. Außerdem wirft er der erweiterten Version vor, die eindeutig vorhandenen Vorteile der Standardversion zu verwischen. (vergleiche Blank, 2001: 54)
In begriffstheoretischer bzw. kommunikationssemantischer Sicht heißt es kritisch zur Prototypensemantik: „Die Einführung einer prototypischen Struktur in einer Klassifikation … verfälscht das Denken in Begriffen, da es einen bestimmten Anwendungsfall als (proto-)typischer für den Begriff auszeichnen möchte. Dies impliziert eine graduelle Gewichtung, die nicht mit der diskontinuierlichen Begrifflichkeit einer Sprache vereinbar ist.“ Das Prototypische habe keine begriffliche Berechtigung, sondern nur ein „Eigendasein als kontingenz-bezogenes Klischee“, das „eher die Subjektivität des Sprechers wider[spiegele] als relevante Eigenschaften des Objektes“. Ähnlich heißt es, dass das Prototypenmodell abgesehen von seinem „empiristischen Touch“ als „grundlegende Schwäche“ habe, dass „die Frage unbeantwortet [bleibe], warum gerade diese und nicht andere Eigenschaften und Beziehungen wahrgenommen werden und warum gerade diese bestimmten Merkmale als typisch oder gemeinsam erfasst werden.“ Das „Generalisierungs- und Strukturierungspotential“ eines jeden Begriffes in der Begriffsentwicklung würde übergangen. Die prototypischen Merkmale seien nur deshalb „überraschend“, weil die konkurrierende „theoretische Rekonstruktion der Begriffe die individuellen Besonderheiten, die konkreten Fixierungen und situativen Beschränktheiten der idiosynkratischen Begriffe zwangsweise vernachlässige“. Die Überzeugungskraft der Prototypentheorie beruhe lediglich auf der Tatsache, dass individualpsychologisch betrachtet – entgegen der Annahme des Komponentenmodells – für die konkreten Personen Begriffe im Regelfall „nicht wie explizite Definitionen aus systematischen und hochstrukturiertheiten Merkmalskonstruktionen bestehen.“
In anderer Perspektive wird darauf hingewiesen, dass die Anwendbarkeit auf abstrakte Prädikate weder von Putnam noch von Rosch ausdrücklich behauptet worden sei. Die Kenntnis der Bedeutung werde bei einer Stereotypen-Beschreibung stets vorausgesetzt. Letztlich laufe die Annahme von Stereotypen oder Prototypen im Vergleich zur Merkmalsemantik „lediglich auf eine etwas andere Form der Bezugnahme auf semantische Merkmale hinaus“ und helfe gerade in Problemfällen nicht weiter.

## Zusammenfassung
Eines der Hauptmerkmale der Standardversion der Prototypensemantik ist vor allem das Vorhandensein eines zentralen Vertreters einer Kategorie (also eines Prototyps), der als bester derselben gilt. Von ihm ausgehend wird die Kategorie strukturiert und anhand des Ähnlichkeitsgrades zu ihm über die Zugehörigkeit eines Referenten zur Kategorie entschieden. Ebenfalls eine bemerkenswerte Erkenntnis ist die vertikale Aufteilung mittels basic level terms. Dabei stellt sich heraus, dass es auf einer gewissen Basisebene zwischen übergeordneter beziehungsweise untergeordneter Ebene eine größtmögliche Informationsdichte bei ausreichender Allgemeinheit gibt, die zu einem weiteren prototypischen Effekt, nämlich zu einer gehäuften Verwendung dieser Lexeme im Alltag führt.
Die zwei wesentlichen Punkte der erweiterten Version sind zum einen die Abkehr vom klassischen Begriff des Prototyps und dessen Reduzierung auf so genannte prototypische Effekte; zum anderen gilt hier nur noch Wittgensteins Konzept der Familienähnlichkeit als Strukturierungsprinzip. Daraus erarbeitet Lakoff seine sog. ICMs, die sämtliche (auch übertragene) Bedeutungen eines Wortes umfassen sollen und folglich komplizierter aufgebaut sind. Dabei ergibt sich auch automatisch eine Ausweitung auf einzelsprachliche Phänomene, da metaphorische Bedeutungen nur selten und dann in geringem Maße sprachübergreifend sind. „Daher kann man sagen, dass die erweiterte Version mit den Grundprinzipien der Standardversion bricht.“ (Kleiber, 1993: 140)

### Deutsch
- Albert Busch / Oliver Stenschke (2007): Germanistische Linguistik. Kapitel 11 und 12. Tübingen: Narr.
- Andreas Blank (2001): Einführung in die lexikalische Semantik, Tübingen.
- Dietrich Busse: Semantik. W. Fink, Paderborn 2009 (UTB 3280), S. 49–59.
- Volker Harm: Einführung in die Lexikologie. WBG, Darmstadt 2015 (Einführung Germanistik), ISBN 978-3-534-26384-4, S. 41–46.
- Georges Kleiber (1993): Prototypensemantik: Eine Einführung, Tübingen.
- Horst Müller (2002): Arbeitsbuch Linguistik. Paderborn: Schöningh.
- Bernd Kortmann (1999): Linguistik. Essentials, Berlin.
- M. Mangasser-Wahl (2000): Prototypentheorie in der Linguistik : Anwendungsbeispiele, Methodenreflexion, Perspektiven. Tübingen: Stauffenburg. ISBN 3-86057-706-9
- M. Mangasser-Wahl (2000): Von der Prototypentheorie zur empirischen Semantik. Dargestellt am Beispiel von Frauenkategorisierungen. Frankfurt: Peter Lang.
- Monika Schwarz (1992): Einführung in die kognitive Linguistik, Tübingen.
- Monika Schwarz, Jeanette Chur (2007): Semantik (5. Aufl.). Tübingen: G. Narr, S. 46–53.
- Ludwig Wittgenstein (1997): „Philosophische Untersuchungen“, in: Schriften. Bd. 1, Frankfurt, 225-580.
- Sebastian Löbner (2015): Semantik. Eine Einführung. Berlin / Boston: de Gruyter.

### Englisch
- Brent Berlin / Paul Kay (1969): Basic Color Terms: their Universality and Evolution, Berkeley.
- Joachim Grzega (2003): On Using (and Misusing) Prototypes for Explanations of Lexical Change, Word 54: 335-357.
- Eleanor Heider (=Rosch) (1971): ‘Focal’ color areas and the development of color names, Developmental Psychology 4: 447-455.
- George Lakoff (1987): Women, fire and dangerous things: What categories reveal about the mind, London.
- Eleanor Rosch (1975): Cognitive reference points, Cognitive Psychology 7, 532-547.
- John R. Taylor (1995): Linguistic categorization: Prototypes in linguistic theory, Oxford.